# Rue d'Estienne-d'Orves (Rosny-sous-Bois)
 (signalé en mai 2025).
Si vous disposez d'ouvrages ou d'articles de référence ou si vous connaissez des sites web de qualité traitant du thème abordé ici, merci de compléter l'article en donnant les références utiles à sa vérifiabilité et en les liant à la section « Notes et références ».
- Archive Wikiwix
- Bing
- Cairn
- DuckDuckGo
- E. Universalis
- Gallica
- Google
- G. Books
- G. News
- G. Scholar
- Persée
- Qwant
- (zh) Baidu
- (ru) Yandex
- (wd) trouver des œuvres sur Wikidata

Pour les articles homonymes, voir Rue d'Estienne-d'Orves.
La rue d'Estienne-d'Orves est une voie de Rosny-sous-Bois, dans le département de Seine-Saint-Denis, en France.

## Situation et accès
Partant du nord dans l'axe de la rue de Nanteuil, elle passe le croisement de la rue Raymond-Poincaré et de la rue du Maréchal-Maunoury, puis rencontre la rue Lamartine et la rue Marie-Louise et se termine à la limite de Montreuil.
Sa desserte ferroviaire est opérée par la gare de Rosny-sous-Bois, sur la ligne de Paris-Est à Mulhouse-Ville.

## Origine du nom

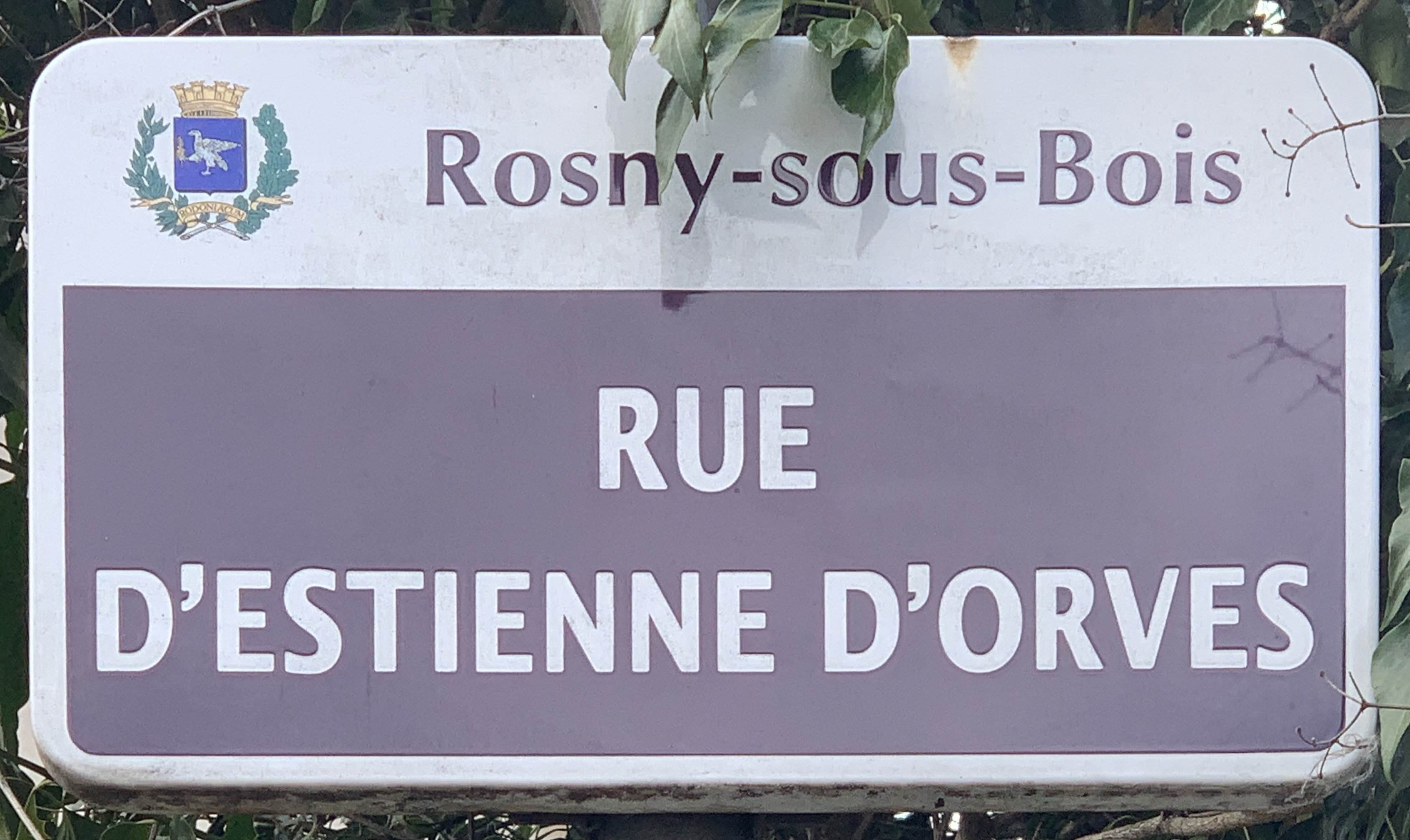
Plaque Rue d'Estienne-d'Orves.

Elle tient son nom du résistant français Honoré d'Estienne d'Orves (1901-1941) fusillé au mont Valérien.

## Historique

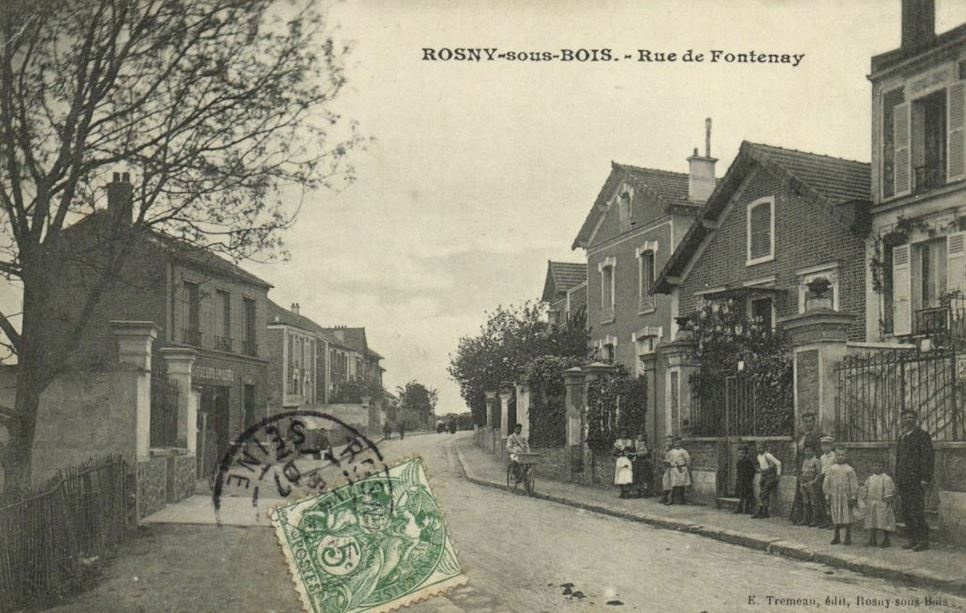
La rue de Fontenay en 1907.

Elle s'appelait autrefois rue de Fontenay comme la rue Simon-Dereure qui la prolonge.
Elle est renommée après-guerre.

## Bâtiments remarquables et lieux de mémoire

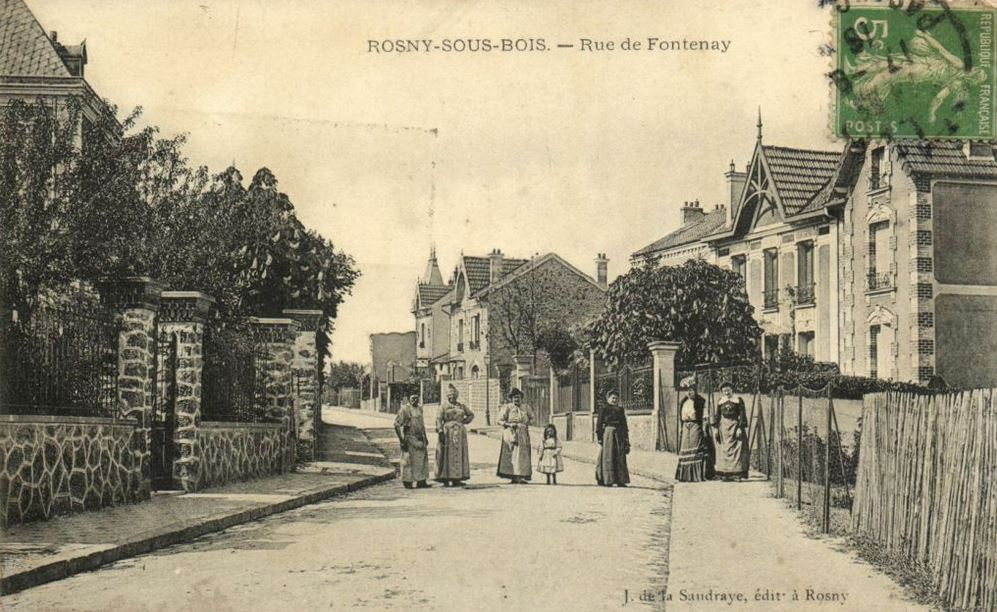
Rue de Fontenay et ses habitants. Carte postale expédiée en 1916.

- Centre aquanautique Camille-Muffat.
- Médiathèque Louis-Aragon.